# Mistrovství Evropy v zápasu řecko-římském 2010
Mistrovství Evropy v zápasu řecko-římském 2010 se konalo ve Baku, Ázerbájdžánu. Akce se konala od 13. dubna do 18. dubna 2010.

## Výsledky

### Muži
| Kategorie | Zlato               | Stříbro               | Bronz              | Bronz               |
| --------- | ------------------- | --------------------- | ------------------ | ------------------- |
| 55 kg     | Elčin Alijev        | Nazir Mankijev        | Vugar Rahimov      | Péter Módos         |
| 60 kg     | Hasan Alijev        | Kostyantyn Balitskyy  | Zaur Kuramagomedov | Tonimir Sokol       |
| 66 kg     | Ambako Vačadze      | Ion Panait            | Steeve Guénot      | Tamás Lőrincz       |
| 74 kg     | Aliaksandr Kikiniou | Elvin Mursalijev      | Dmytro Pyshkov     | Péter Bácsi         |
| 84 kg     | Nazmi Avluca        | Alexej Mišin          | Mélonin Noumonvi   | Jan Fischer         |
| 96 kg     | Aslanbek Chuštov    | Tsimafei Dzeinichenka | Soso Jabidze       | Cenk İldem          |
| 120 kg    | Rıza Kaya'alp       | Radomir Petković      | Johan Eurén        | Mindaugas Mizgaitis |